# Billy Hunter
William Brown Hunter, meglio noto con il diminutivo Billy (Alva, 2 aprile 1885 – New York, 2 gennaio 1937), è stato un allenatore di calcio scozzese.

## Palmarès

### Allenatore

#### Competizioni nazionali
- Coppa dei Paesi Bassi: 2

Dordrecht: 1913-1914

#### Competizioni regionali
- Lega di Istanbul: 2

Galatasaray: 1924-1925, 1925-1926